# José Manuel Montalvo
José Manuel Montalvo (Madrid, España, 30 de abril de 1981) es un modelo, presentador y empresario español. Fue Míster España 2008 (edición celebrada en Oropesa del Mar) y técnico aeronáutico en EADS S.A., donde trabajó durante 6 años antes de conseguir el título de Míster realizando tareas mecánicas y electrónicas de piezas de cazas militares antes de ser integradas en el fuselaje central de los aviones. Además, durante su estancia en la compañía, también desempeñó tareas del servicio postventa, viajando a los cuatro países miembros del proyecto (Italia, Alemania, Reino Unido y España) y realizando reparaciones y modificaciones en varios componentes esenciales en el funcionamiento de los cazas. A raíz del título de Míster España, José Manuel comenzó a tener más apariciones en distintos programas de la televisión. En su faceta actual de empresario regenta negocios de hostelería en Málaga, especialmente hoteles y terrazas.

## Míster España
Ganador del certamen de 2008 celebrado en la ciudad castellonense de Oropesa del Mar. Sucedió como Míster España a Luis Muñoz Sánchez (Míster España 2007) y dejó su título en 2009 a Guillermo García Becerril. José Manuel Montalvo se convertía así en el segundo y último madrileño hasta la fecha en conseguir ganar el certamen de belleza masculina.

## Técnico aeronáutico
Antes de convertirse en Míster España, José Manuel ejercía como técnico aeronáutico en EADS S.A en un consorcio europeo formado por Italia, Alemania, Inglaterra y España. Ejercía de técnico aeronáutico en el programa Eurofighter Typhoon, proyecto que encabeza la vanguardia en la aviación militar europea y en la que desarrolló su trabajo durante 6 años.
Su trabajo consistía en ensamblar y realizar la puesta a punto del ala derecha del caza militar, realizando trabajos de mecánica, electrónica y pruebas de puesta a punto de su funcionamiento antes de integrarlo con el fuselaje central del avión. Durante cuatro años viajó a los cuatro países miembros del proyecto en el servicio posventa y realizando reparaciones y modificaciones de varios componentes esenciales en el funcionamiento del caza.

## Empresario
Actualmente es socio del Grupo Premium, que forma la empresa Málaga Premium Hotel & Hostel junto al ex Míster España y Míster Universo Juan García Postigo y el exjugador de Unicaja Málaga Carlos Cabezas, dedicada a la gestión de recintos hosteleros. En septiembre de 2016 comenzaron las gestiones para recuperar y dar un uso hotelero al degradado edificio de Félix Sáenz en la calle San Juan de Málaga. En enero de 2017 se anunció que el proyecto contaba con los permisos del ayuntamiento y comenzó la construcción de un hotel de tres estrellas de cuidada estética y diferentes espacios de restauración, continuando la explosión turística de la ciudad de Málaga que ha contribuido a la revitalización y restauración de su centro histórico, el cual tiene previsto renovar el pavimento de dicha calle en 2017 con fondos europeos ya otorgados. Actualmente el hotel ya está abierto y completamente funcional.
El último movimiento del Grupo Premium ha sido aliarse con Heineken para abrir una de las mayores fábricas de cerveza de Málaga, La Fábrica de cerveza Cruzcampo. La cervecería (inaugurada el 18 de enero de 2018) se encuentra en el barrio del Soho malagueño.

## Televisión
Reality shows
- Concursante de Supervivientes (2011; Telecinco)
- Ganador de Campamento de verano[5] (2013; Telecinco)

Programas (colaborador)
- Los mejores años de nuestra vida (TVE)
- Password (Cuatro)
- Pasapalabra (Telecinco)
- Caliente o frío (La Sexta)
- Paz en la Tierra (Canal Sur)
- La Noria (Telecinco)
- El programa de Ana Rosa (Telecinco)

Presentador y modelo
- Club Natura (2010-2011; TV autonómica de Canarias)
- Galas de Maystar (Sevilla, Madrid y Barcelona)
- Presentador de ediciones de Miss y Míster España
- Presentador de actos benéficos como PYMES chanmartin, Fundación SOS, Médicos del mundo
- Presentador de conciertos y eventos musicales
- Imagen de marcas como Liska, Blusens, Lancaster, Caramelo, Toro y Aviador
- Modelo de diseñadores nacionales como Caramelo, Pedro del Hierro, Félix Ramiro o Francis Montesinos en la Pasarela Cibeles
- Portavoz de los pregones de pueblos de la Comunidad de Madrid como Griñón, Chinchón, Pinto, Valdemoro y Rueda
- Reportajes para revistas nacionales como Hola, Semana o Diez Minutos